# Metafase

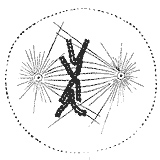
Durante la metafase, i cromosomi si allineano lungo una immaginaria linea mediana (piastra metafasica) lungo il piano centrale della cellula.

In biologia, prende il nome di metafase il secondo stadio della mitosi, il processo tramite il quale una cellula eucariota si divide in due cellule figlie. Durante questa fase, i cromosomi raggiungono il massimo grado di condensazione e si allineano lungo il piano equatoriale della cellula.
La metafase è uno stadio proprio, oltre che del ciclo mitotico, che consente ad una cellula di dividersi, creando un'esatta copia di sé, anche della meiosi, o ciclo meiotico, processo che dà origine ai gameti, ovvero cellule che contengono solo metà del corredo cromosomico della cellula madre.

## Metafase della mitosi
Nel ciclo mitotico si individua un unico stadio metafasico.
All'inizio della metafase mitotica si instaura un collegamento tra ciascun cromatidio del cromosoma ed uno dei due poli cellulari, tramite il legame tra il centromero (la parte centrale del cromosoma) e i microtubuli del citoscheletro.
Ogni cromosoma si trova disposto in modo da garantire il collegamento dei due cromatidi fratelli a poli opposti della cellula; le strutture che permettono il collegamento dei due cromatidi fratelli allo stesso polo sono, generalmente, molto instabili e, in tal caso, uno dei cinetocori tenderà a staccarsi dai microtubuli che lo tengono collegato a quel polo, orientandosi successivamente verso il polo opposto.
Questo collegamento dei cromatidi fratelli a poli opposti fa sì che la metafase sia caratterizzata da movimenti oscillatori, causati dalle "forze opposte del legame" che spingono ogni cromosoma ad allinearsi su una linea situata a metà strada tra i due poli della cellula, una linea equatoriale immaginaria, detta piastra metafasica.
L'allineamento si stabilizza quando la forza che spinge un cromatidio verso un polo è bilanciata da quella che spinge il fratello verso il polo opposto.

## Metafase della meiosi
Nel ciclo meiotico si individuano due stadi metafasici: la metafase I, che avviene durante la prima divisione meiotica, e la metafase II, che avviene durante la seconda divisione meiotica.

### Metafase I
La metafase I della meiosi presenta una notevole differenza rispetto alla metafase mitotica: mentre durante la mitosi, infatti, i microtubuli separano i cromatidi fratelli, portandoli verso i diversi poli cellulari, nella metafase I della meiosi questa separazione non avviene.
In metafase I, infatti, i cinetocori dei cromatidi fratelli (la parte del centromero che lega i microtubuli) sono fusi fra loro, a formare una struttura unica: il risultato ultimo di questa fase è, infatti, quello di dividere i due cromosomi omologhi (e non i cromatidi fratelli), generando così cellule aploidi, che dispongono cioè di metà patrimonio genetico rispetto alla condizione normale.
I restanti eventi della metafase I sono simili a quelli della metafase della mitosi: microtubuli provenienti dai due poli cellulari si legano ai cinetocori dei cromosomi omologhi e le stesse forze che agivano nella metafase mitotica, spingono i cromosomi ad allinearsi sulla piastra metafasica, con i cinetocori dei cromosomi materni e paterni rivolti verso facce opposte della cellula.

### Metafase II
La metafase II è sostanzialmente simile alla metafase mitotica, eccezion fatta per un'importante differenza: il numero di cromosomi che partecipano alla metafase II è la metà rispetto al corredo completo di una cellula somatica: alla fine della meiosi, infatti, vengono prodotte due cellule riproduttive aploidi, contenenti solo metà del patrimonio genetico completo.